# Engràcia Ferrer Mascort
Engràcia Ferrer Mascort (Palafrugell, 30 de desembre de 1902 - 16 de maig de 2003) fou una poetessa i escriptora catalana. Filla gran de Nemesi Ferrer Sureda, natural de l'Escala i taper de professió, i d'Anna Mascort Bofill, de Palafrugell. Tenia dues germanes més petites, Teresa i Maria. Va casar-se als 50 anys amb en Narcís Jahoner Pallí, i vint anys després va enviudar. No va tenir fills. Ja de gran va entrar a treballar d'operària a la fàbrica Can Barris de Palafrugell, feia taps a l'esmeril. Quan va quedar una vacant al despatx s'hi va presentar i allà es va quedar fins a la seva jubilació, l'any 1963.
De formació autodidacta, Engràcia Ferrer col·laborà amb els seus escrits i poemes al programa de la Festa Major i al programa La voz de la Costa Brava de Ràdio Palamós, sota el pseudònim de Lina Castell. Alguns dels seus escrits i poemes es van publicar en un llibret del Centre Fraternal (1977), a Proa (1983) i en publicacions de la Residència Geriàtrica de Palafrugell.
A més, va escriure dos poemaris (Petits poemes i Poesías escogidas), un Diari íntim (1936-1939) i la novel·la El pas de les hores, que varen restar inèdits. El 2014 l'Arxiu Municipal de Palafrugell va publicar aquestes obres inèdites a la seva web.